# Gare centrale de Sarrebruck
La gare centrale de Sarrebruck (en allemand : Saarbrücken Hauptbahnhof) est une gare ferroviaire allemande, située au centre-ville de Sarrebruck, dans le land de la Sarre.
Elle est à la fois la plus grande gare de la ville et de la Sarre.

## Situation ferroviaire
La gare est située sur les lignes de :
- Mannheim à Sarrebruck (Pfälzische Ludwigsbahn) ;
- Bingen à Sarrebruck (Nahetalbahn) ;
- Sarrebruck à Neunkirchen (de) (Fischbachtalbahn) ;
- Rémilly à Sarrebruck (Forbacher Bahn) ;
- Sarrebruck à Sarreguemines (Obere Saartalbahn) ;
- Sarrebruck à Karthaus (Saarstrecke) ;
- Sarrebruck à Bous (de) (Rosseltalbahn).

## Histoire

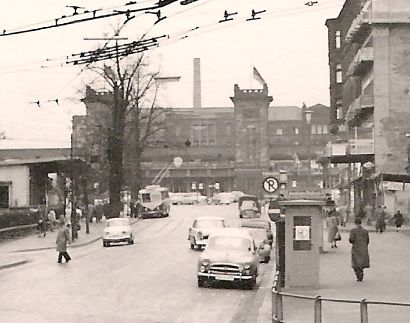
La Vorplatz, en 1957.

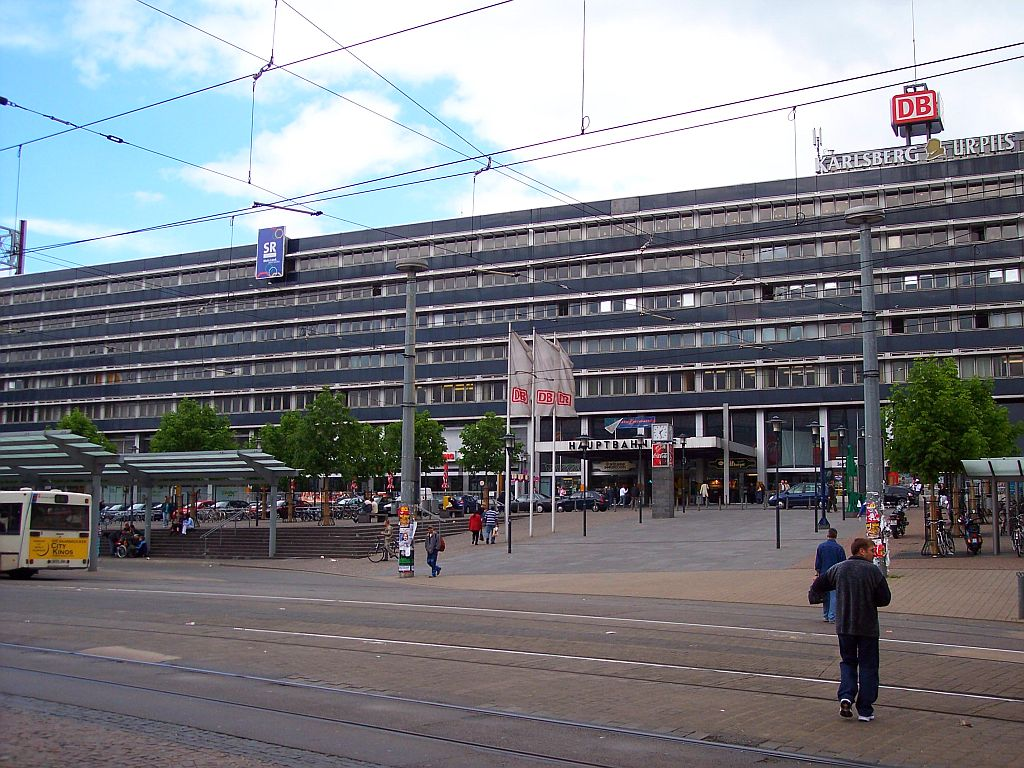
La gare centrale, avant sa rénovation.

La gare centrale de Sarrebruck est mise en service le 16 novembre 1852, sous le nom de Bahnhof St-Johann Saarbrücken.
Avec la croissance du trafic ferroviaire, le bâtiment initial est plusieurs fois étendu, notamment en 1891-1893, avec la construction d'un grand hall des départs entouré de deux tours. Le projet de construction d'une nouvelle gare remonte à 1908 ; les travaux devaient débuter en 1914, mais ils n'ont pas eu lieu à cause de la Première Guerre mondiale.
En 1932, la gare de Sarrebruck est, avec 453 arrivées et départs de trains par jour, la deuxième gare d'Allemagne après celle de Leipzig. En 1935, lorsque la Sarre rejoint le Reich, le projet de nouvelle gare est revient à l'ordre du jour, la fin des travaux étant alors prévue en 1941. Là encore, le projet ne sera pas réalisé, cette fois-ci en raison de la Seconde Guerre mondiale.
En 1945, Sarrebruck est lourdement bombardée : 80 % de la gare et des voies sont détruites. Il ne reste plus que les deux tours du bâtiment principal ; plus aucun quai n'était utilisable. L'administration américaine rouvrira l'actuelle voie 19 et son quai, afin de remettre la gare en service. En 1952, un bâtiment provisoire est construit entre les deux tours. Celles-ci seront démolies dans les années 1960. Une toute nouvelle gare, de 120 mètres de long et 26 de haut, est inaugurée en septembre 1967.
En 1991, avec l'objectif de diminuer l'engorgement et de limiter la pollution, le land Sarrois met à l'étude l'intégration de la courte ligne française entre Sarreguemines et la frontière dans son réseau de la Saarbahn, avec une desserte par tramway. L'inauguration du tram-train transfrontalier a lieu le 24 octobre 1997 ; la rame 1006 prend le départ de la gare de Sarreguemines et rejoint, à 16 h 46, la gare centrale de Sarrebruck où sont organisées des festivités, marquées par le slogan « S'geht los ! ». Le lendemain, a lieu la mise en service du tram-train en remplacement des navettes qui circulaient déjà de manière provisoire.
La gare a été rénovée pour accueillir les trains à grande vitesse (ICE et TGV) Francfort – Paris en 2007 ; l'emprise de plusieurs voies a été cédée pour construire un nouveau quartier, relié au centre-ville par la nouvelle entrée Nord.

## Service des voyageurs

### Desserte
Sarrebruck est située sur la ligne TGV inOui / ICE Paris – Francfort-sur-le-Main. Les services TGV, ICE, Intercity et EuroCity permettent de relier Sarrebruck aux grandes villes de France et d'Allemagne, voire d'Autriche.
La gare est également desservie par des trains Regional-Express de la Deutsche Bahn (DB) et des TER du réseau TER Grand Est (vers Strasbourg via Sarreguemines, mais aussi Forbach voire Metz).

### Intermodalité
La gare est principalement desservie par le réseau de la Saarbahn, via :
- une ligne de tram-train qui permet, entre autres, de rejoindre Sarreguemines, Kleinblittersdorf, Riegelsberg, Heusweiler et Lebach ;
- les lignes de bus nos 11E, 30 (celle-ci fait également partie du réseau urbain Forbus), 101, 102, 105, 108, 112, 121, 122, 123, 124, 125, 126, 128, 140, 151, 152, 153, 154, 815, 834, 838, 841 et 846.

À cela s'ajoute la ligne 40 (« Saarbrücken Express ») des autocars des CFL.
Par ailleurs, la gare routière (située dans la Dudweilerstraße) est desservie par de nombreuses lignes diurnes et nocturnes du réseau FlixBus, permettant d'atteindre une grande partie de l'Europe.

## Anecdote
La Bahnhofstraße (« rue de la Gare ») n'aboutit pas à la gare elle-même. Il est nécessaire, depuis la Bahnhofstraße, d'emprunter la Reichsstraße pour atteindre cette même gare.

## Galerie de photographies

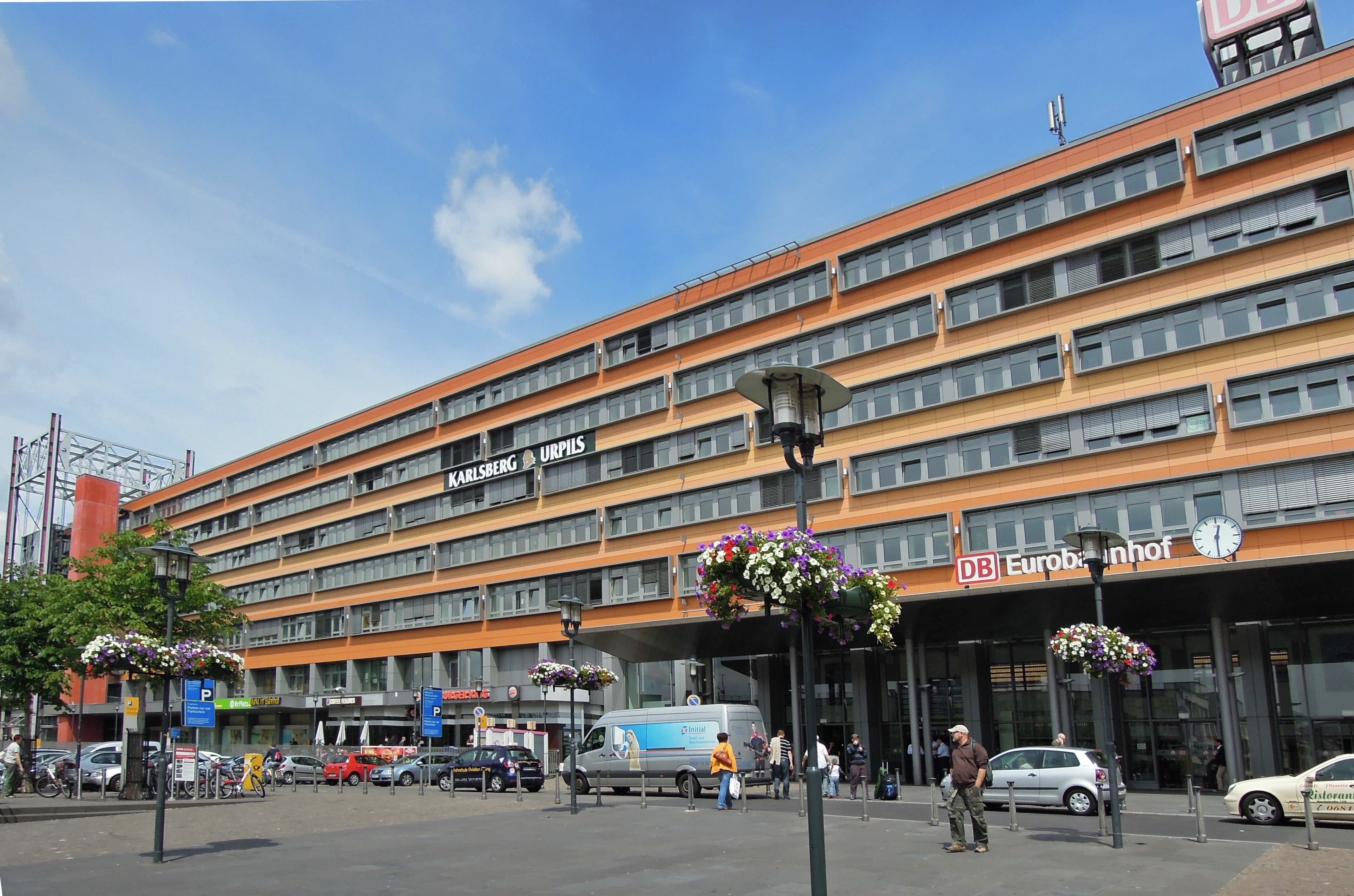
Vue générale du bâtiment voyageurs.
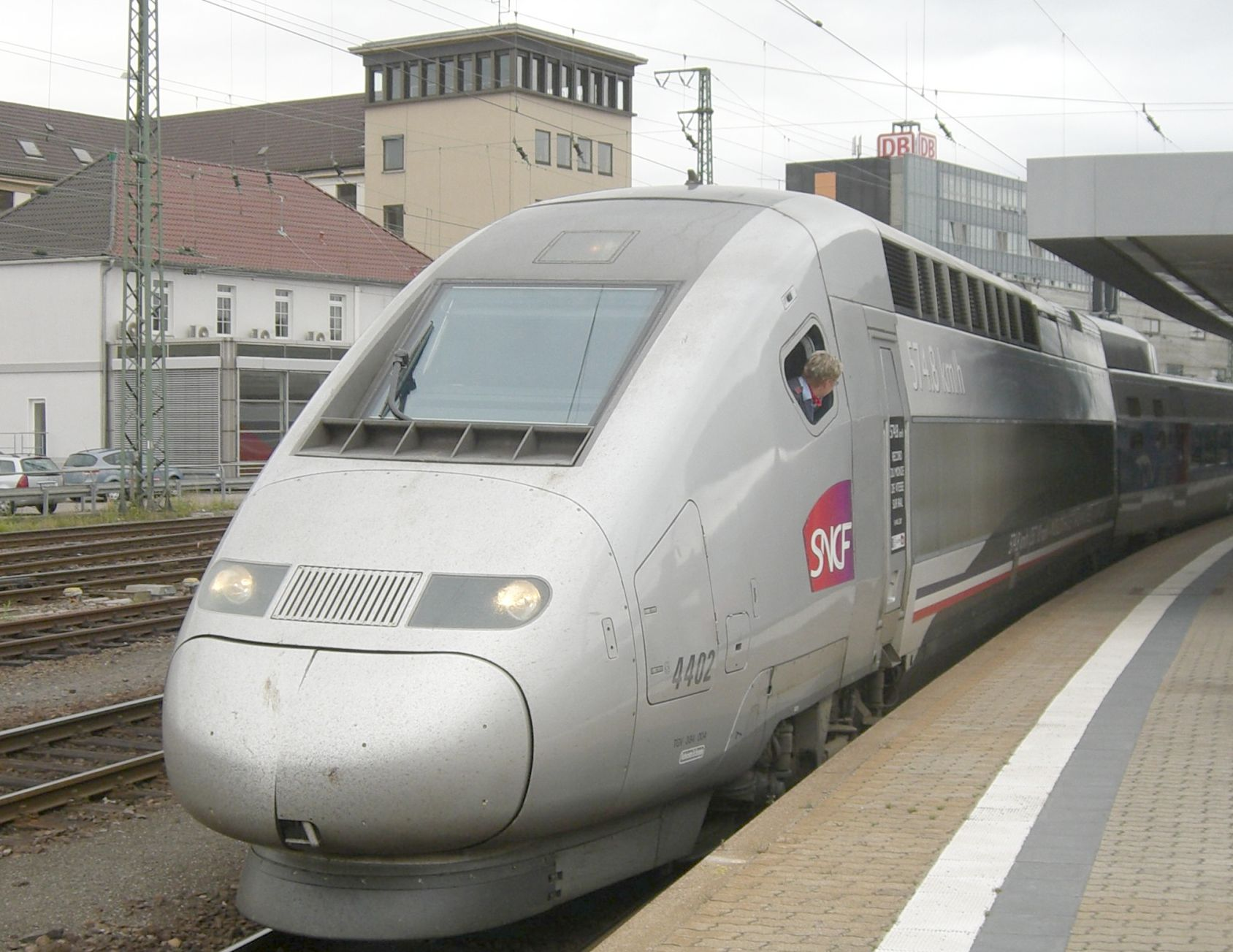
Rame TGV POS.
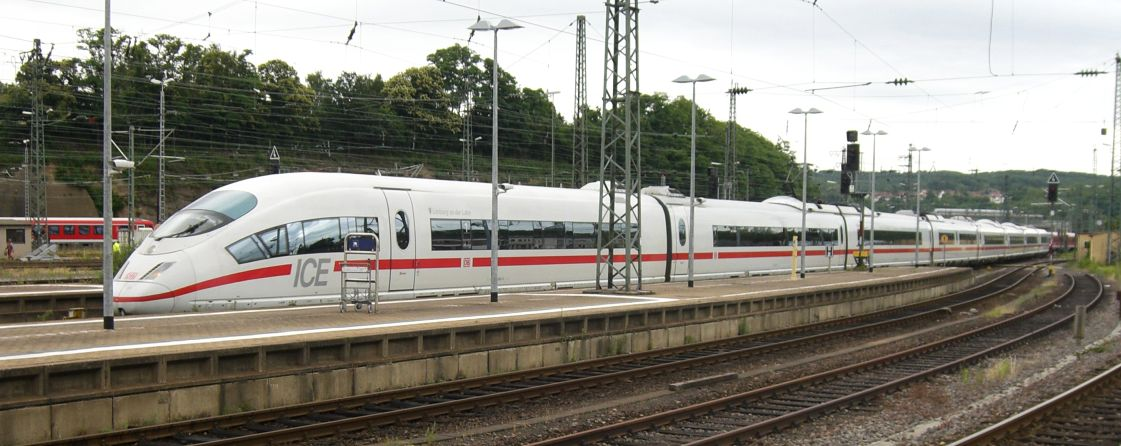
Rame ICE 3.
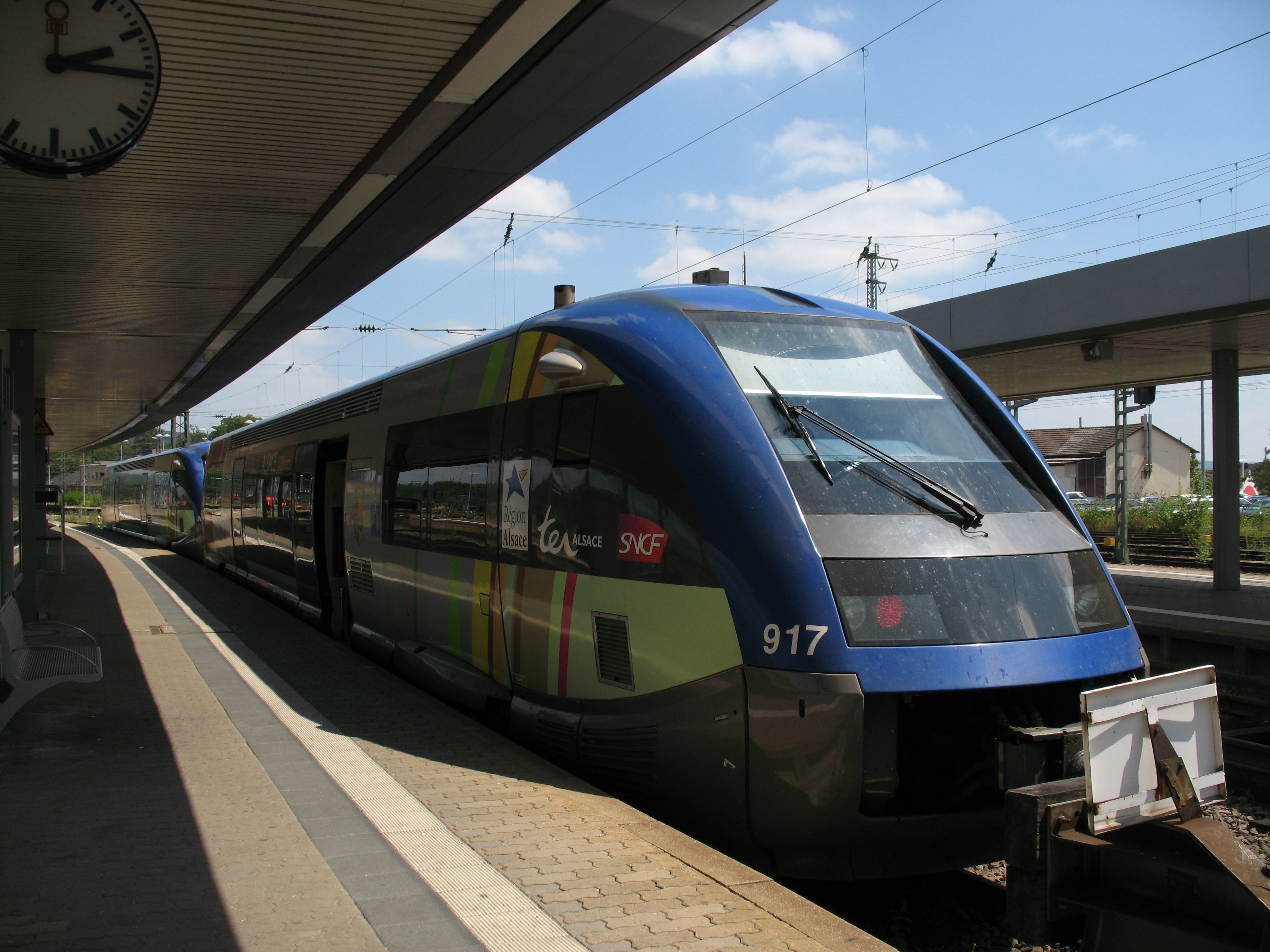
Rames X 73900 couplées.
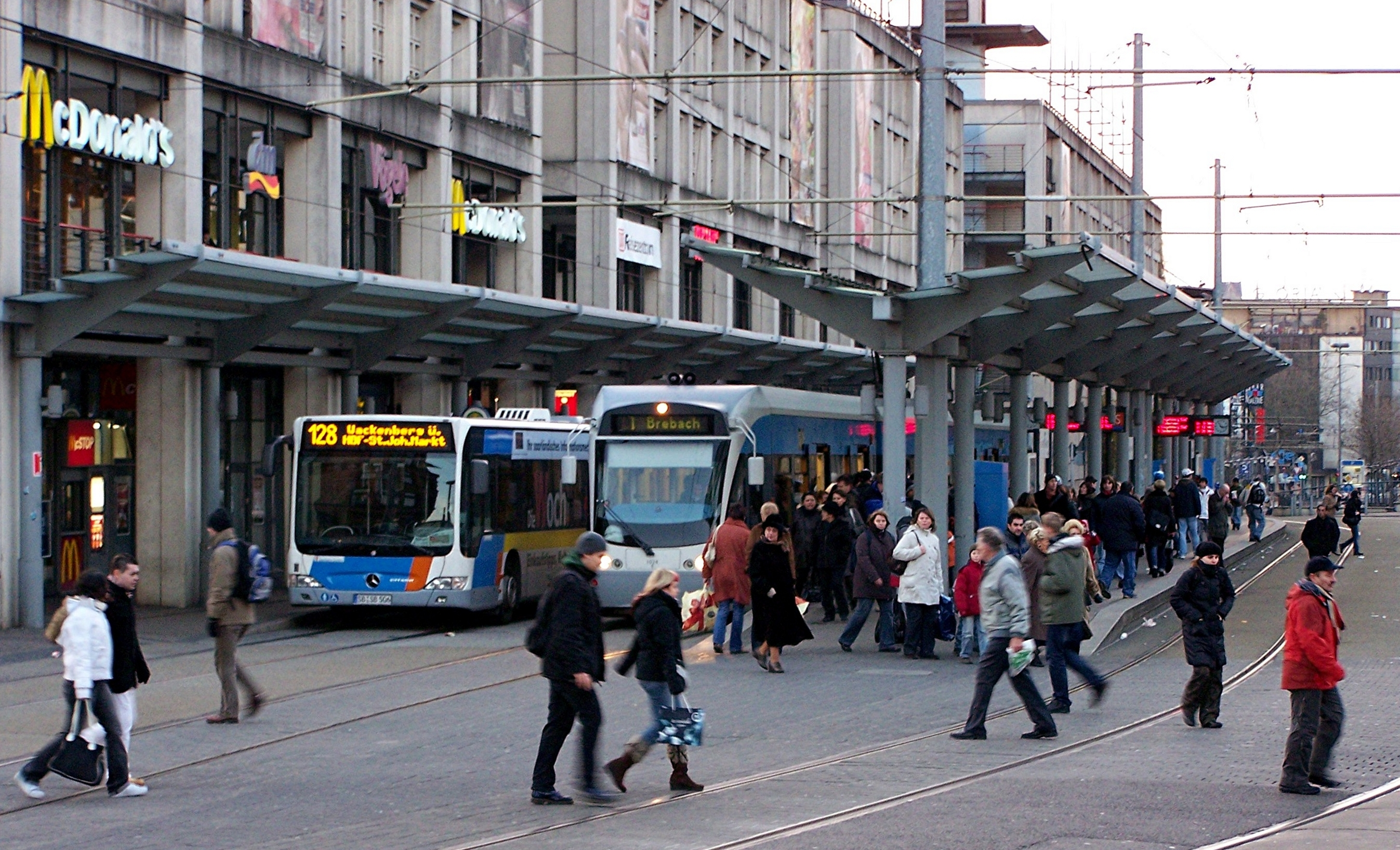
Tramway et bus de la Saarbahn, près de la gare.